# St. Birgitta (Iffezheim)

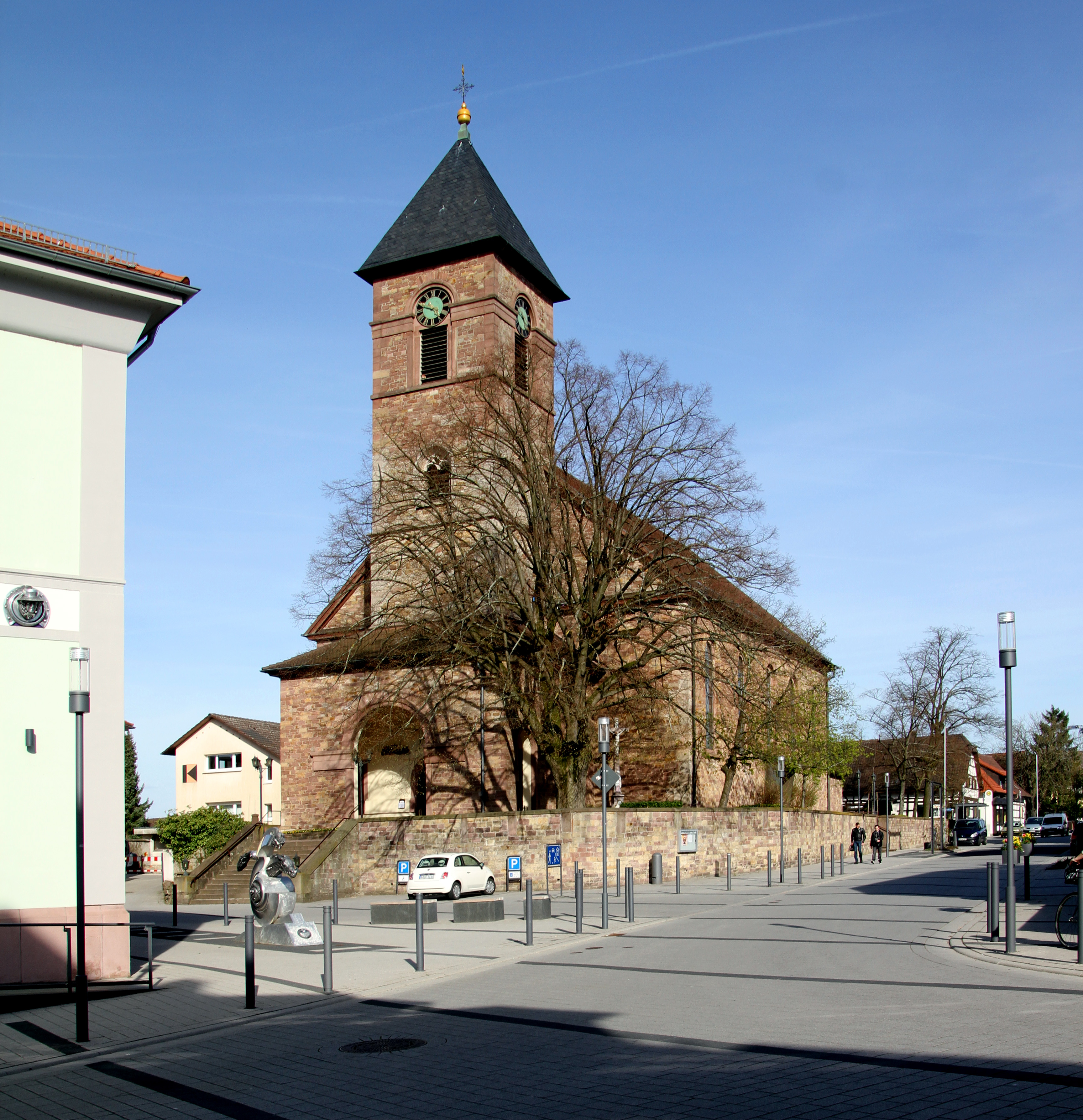
St. Birgitta in Iffezheim

Die römisch-katholische Pfarrkirche St. Birgitta ist ein geschütztes Kulturdenkmal nach dem Denkmalschutzgesetz. Sie steht in Iffezheim, einer Gemeinde im Landkreis Rastatt in Baden-Württemberg. Die Kirche gehört zum Dekanat Rastatt im Erzbistum Freiburg.

## Beschreibung

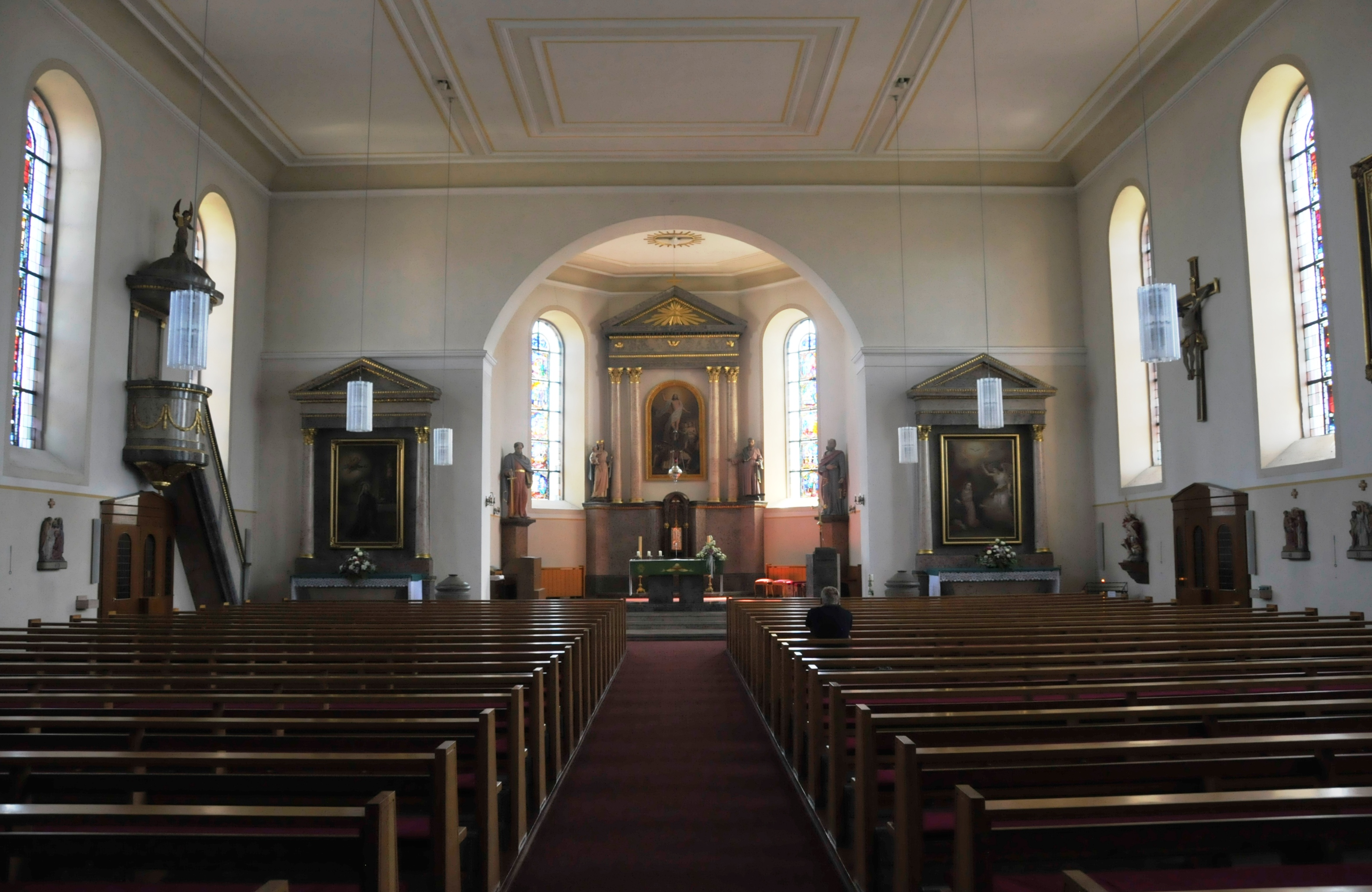
Blick zum Chor

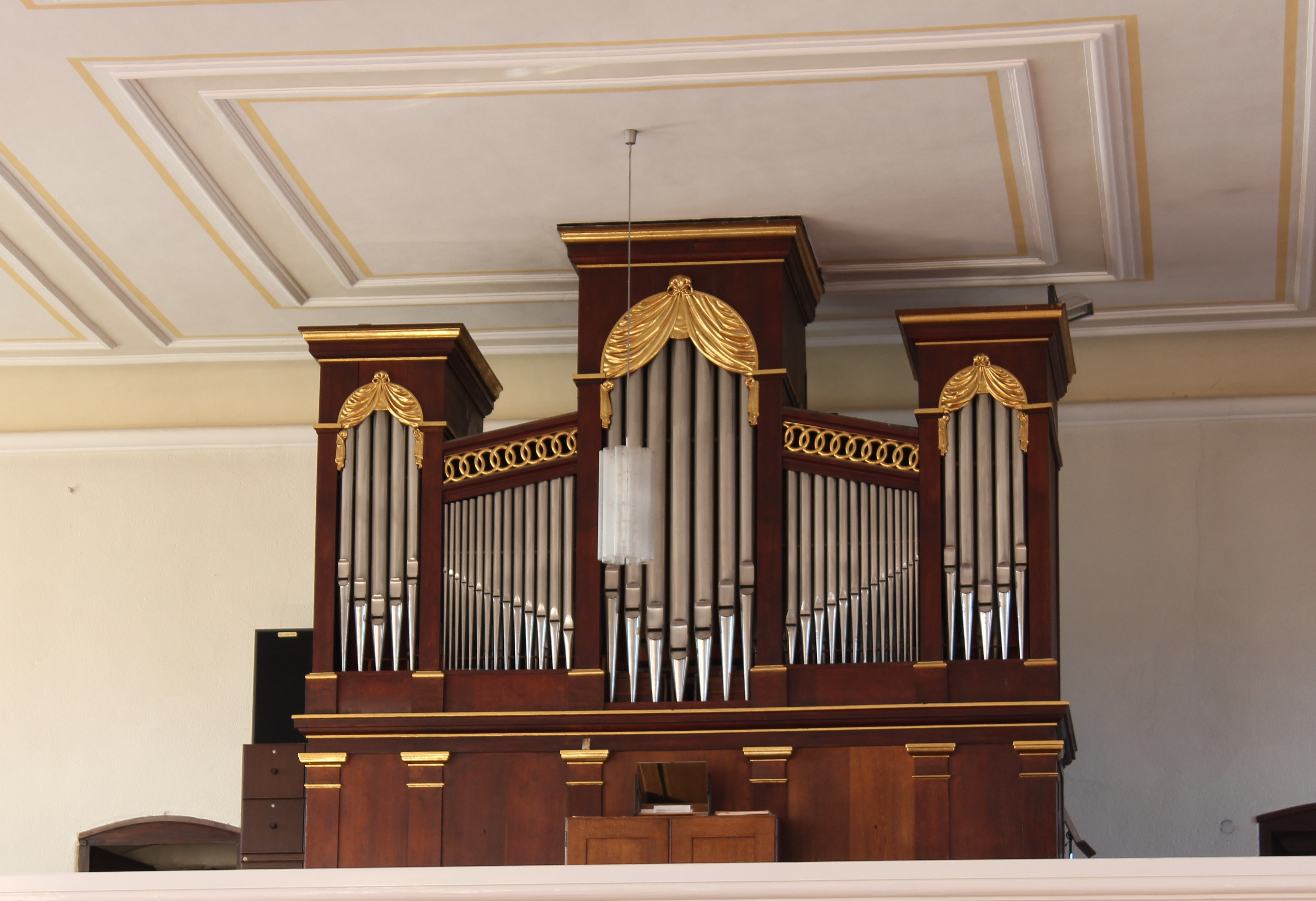
Orgel St. Birgitta

Die Saalkirche wurde 1829/30 nach einem Entwurf von Wilhelm Vierordt († 1825) und Johann Ludwig Weinbrenner errichtet, zweier Schüler Friedrich Weinbrenners. Sie besteht aus einem Langhaus, einem eingezogenen, dreiseitig geschlossenen Chor im Osten und einem Anbau vor der Fassade im Westen, aus dem sich der mit einem Pyramidendach bedeckte Kirchturm erhebt. 
Das Erdgeschoss des Kirchturms stammt noch aus dem 15. Jahrhundert, die oberen Geschosse beherbergen die Turmuhr und den Glockenstuhl. Dort hängen vier Glocken aus Bronze, die von der Glockengießerei Rincker in Sinn (Hessen) gegossen wurden:
| Glocke | Gussjahr | Durchmesser | Gewicht | Schlagton |
| ------ | -------- | ----------- | ------- | --------- |
| 1      | 1950     | 1060 mm     | 660 kg  | fis′-2    |
| 2      | 1947     | 835 mm      | 350 kg  | ais′-1    |
| 3      | 1947     | 700 mm      | 250 kg  | cis″+2    |
| 4      | 1950     | 630 mm      | 140 kg  | dis″-6    |

Die Kirchenausstattung entstand 1830–33. Die von Johann Ferdinand Balthasar Stieffell gebaute Orgel mit 24 Registern auf zwei Manualen und Pedal wurde 1834 auf der Empore aufgestellt.